# Flower Crown
Flower Crown es el segundo miniálbum de Amasia Landscape, lanzado al mercado el día 14 de diciembre del año 2005 bajo el sello TRUE SONG MUSIC.

## Detalles
El segundo miniálbum de la banda, donde también fue incluido un DVD en las ediciones iniciales.
Todos los temas fueron escritos por Mio Aoyama, compuestos y producidos por D·A·I, y arreglados por Hiroki Mizukami a excepción de "Sora no Kaiga" que fue arreglada por YUKIYOSHI.

## Canciones

### CD
1. Flower Crown
2. Seiya no Tomoshibi (聖夜の燈?)
3. Uchū no Kaiga (宇宙の絵画?)
4. Sougen no Ongaku (草原の音楽?)
5. Kouro (航路?)
6. Be in love

### DVD
1. Be in love(Music Clip)
2. Seiya no Tomoshibi (聖夜の燈?) (Background Video)

- Datos: Q5863290